# Polygonia pusilla
Polygonia pusilla är en fjärilsart som beskrevs av Hans Ferdinand Emil Julius Stichel 1908. Polygonia pusilla ingår i släktet Polygonia och familjen praktfjärilar. Inga underarter finns listade i Catalogue of Life.